# Бруто
Бруто (од итал. Brutto}) је термин који се користи приликом мерења. Бруто маса је на пример маса заједно са амбалажом.
Бруто маса је стварна маса пакета или сандука. Битна је код прорачуна транспорта. Да се израчуна колико ће бити оптерећен авион, камион или брод.
Зато се приликом описивања носивост брода користи термин „бруто регистарских тона“. Ако се брод оптерети преко масе која изражава носивост, транспорт постаје опасан.
Приликом продаје живе стоке користи се термин „жива вага“ што наговештава да ће одговарајућа животиња клањем изгубити на маси (крв, изнутрице...). Жива вага на неки начин одговара бруто маси.
Термин бруто се користи и у финансијским трансакцијама. Ако се каже „бруто“ цена онда се подразумевају сви трошкови који иду на основну цену (ПДВ, транспорт, осигурање, банкарски трошкови, царина и сл).